# Laghi della Turchia
Questa voce raccoglie le informazioni sui principali laghi della Turchia.
La maggior parte dei laghi sono d'acqua dolce con le notevoli eccezioni del lago di Van e del lago Salato.

## Laghi naturali

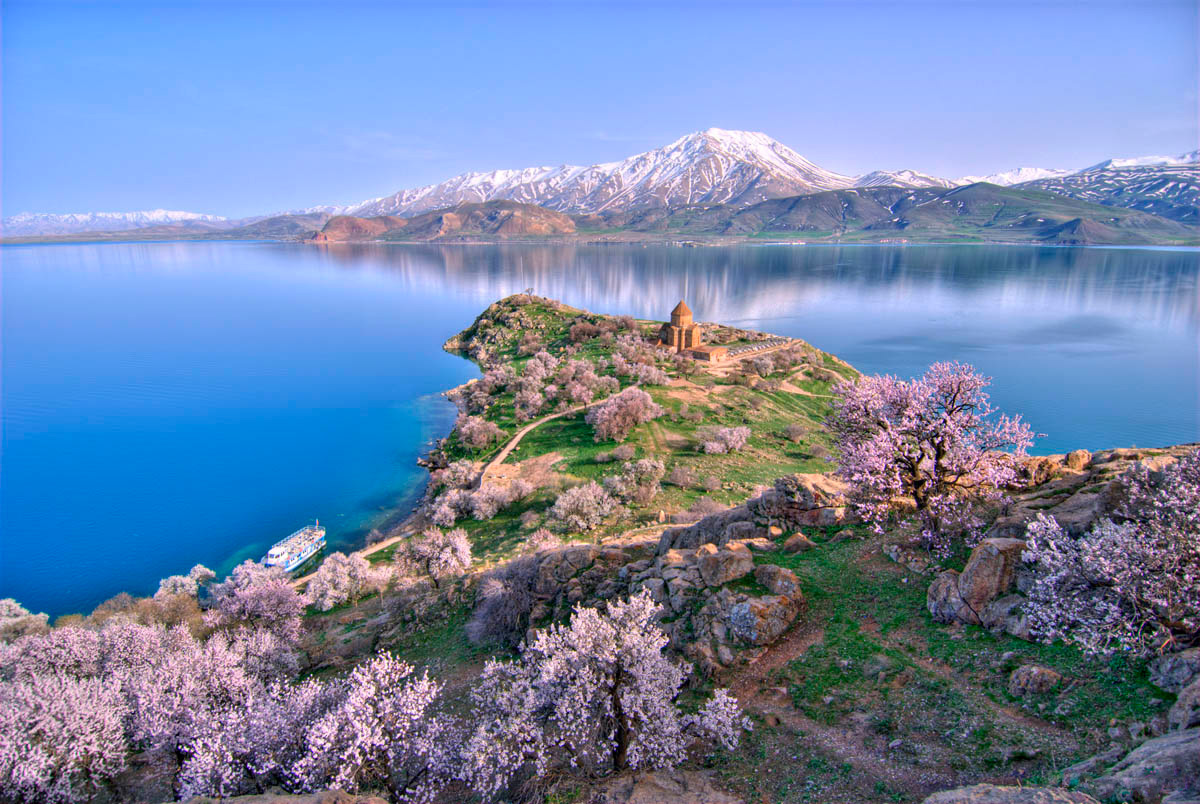
Lago di Van

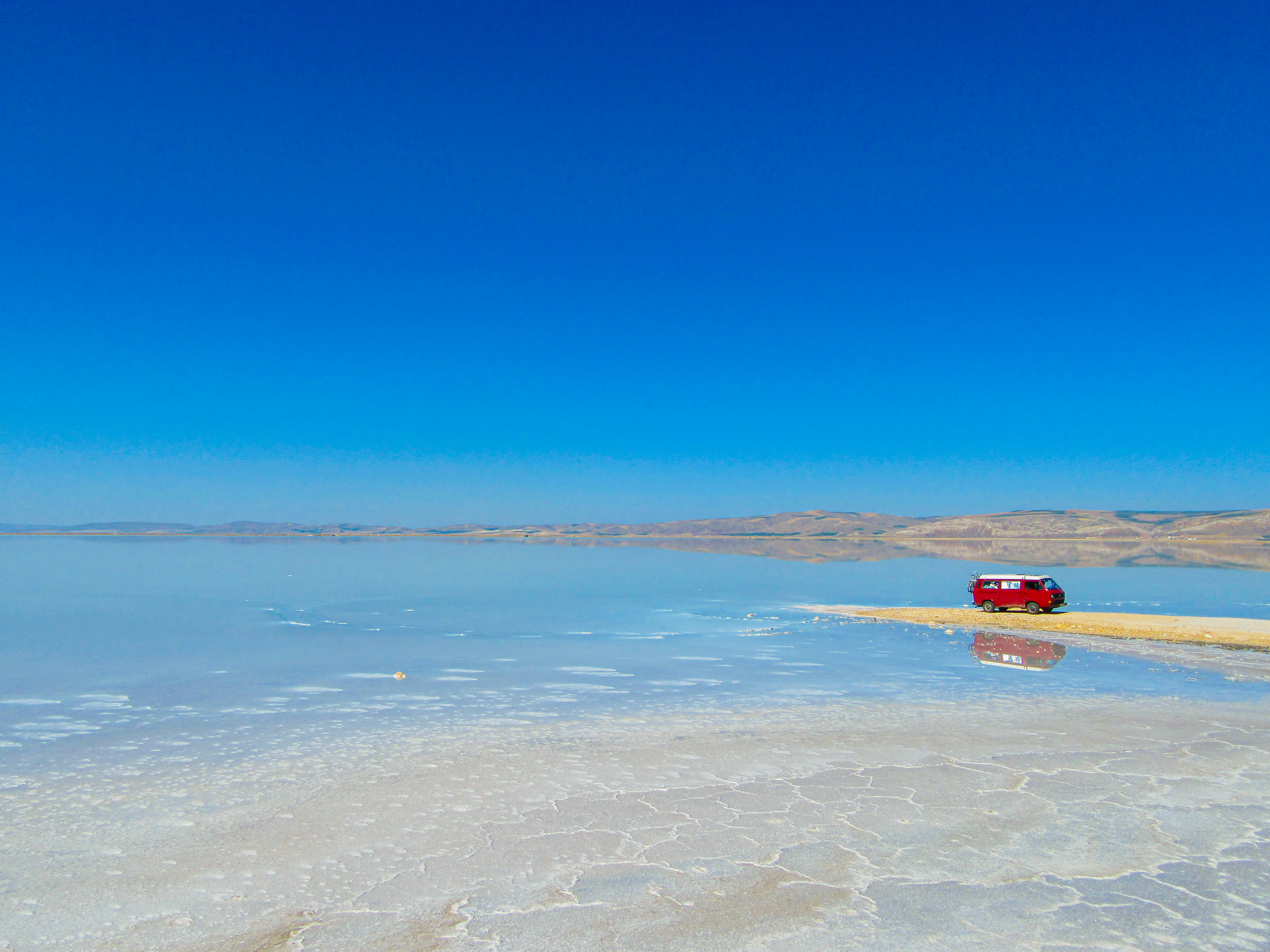
Lago Salato

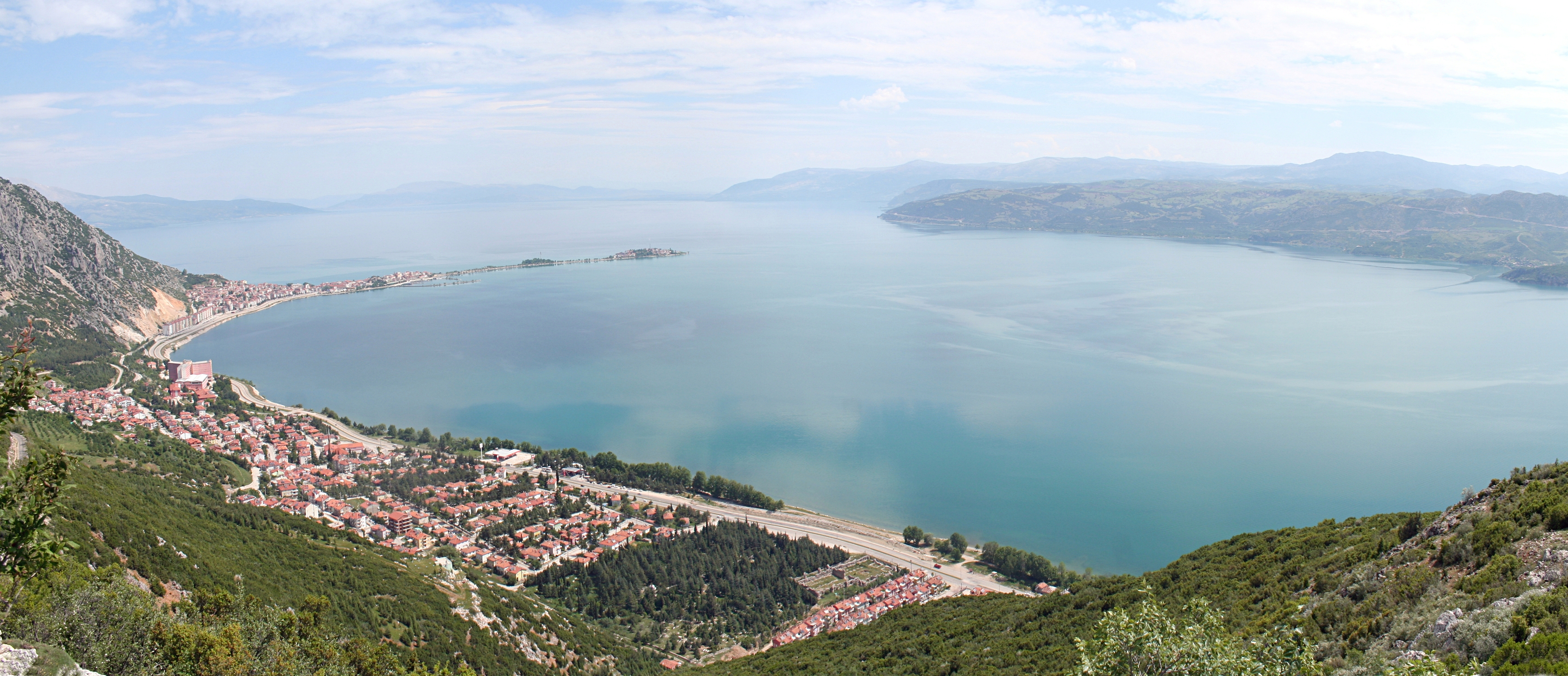
Lago di Eğirdir

Lago di İznik

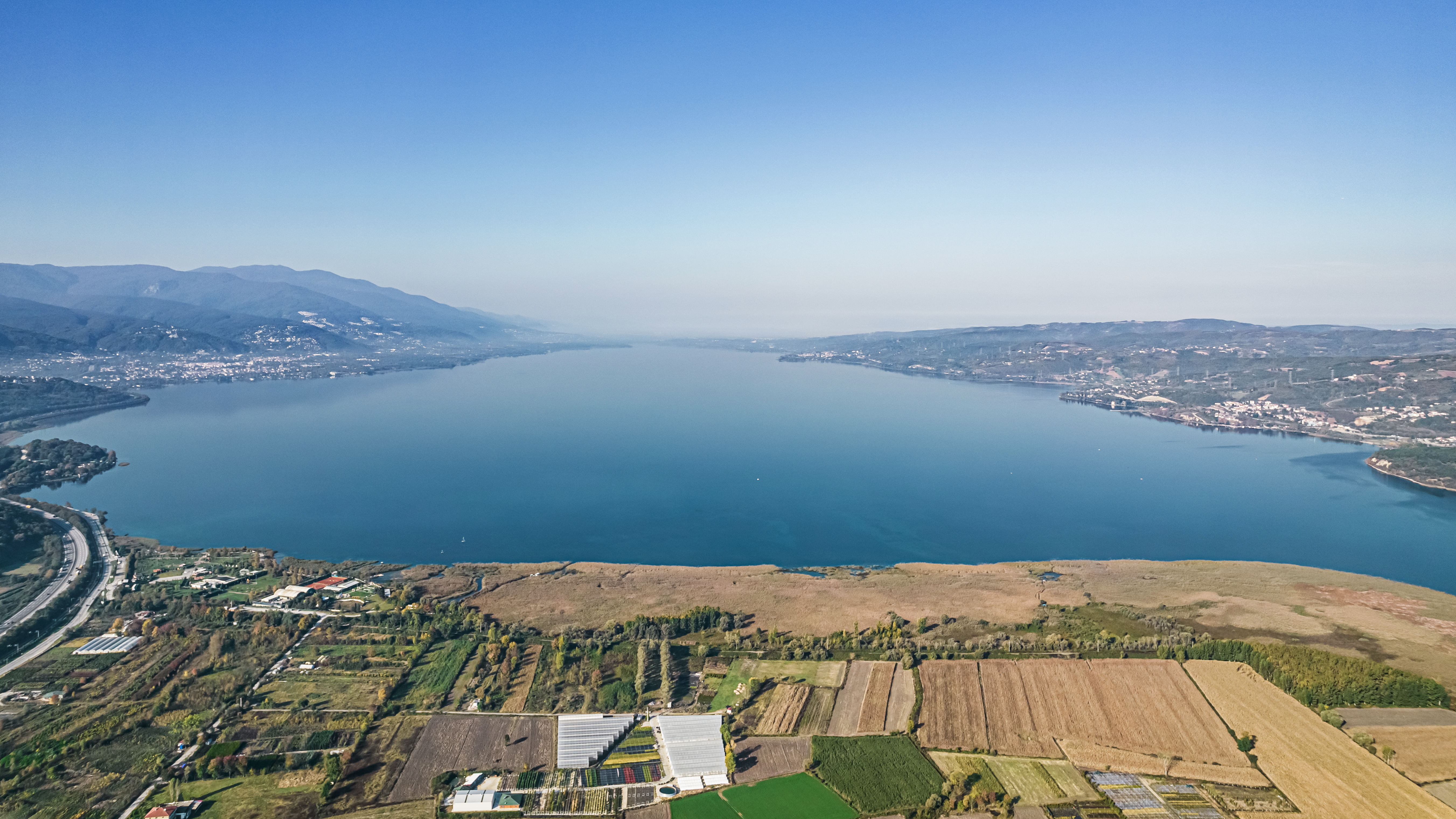
Lago di Sapanca

| Nome in italiano     | Nome in turco     | Superficie (km²) | Profondità | Localizzazione (distretti e/o province) |
| -------------------- | ----------------- | ---------------- | ---------- | --------------------------------------- |
| Lago di Van          | Van Gölü          | 3,755 km²        | 451 m      | Van, Bitlis                             |
| Lago Salato          | Tuz Gölü          | 1,500 km²        | 2 m        | Aksaray, Ankara, Konya                  |
| Lago di Beyşehir     | Beyşehir Gölü     | 656 km²          | 10 m       | Beyşehir, Konya, Isparta                |
| Lago di Eğirdir      | Eğirdir Gölü      | 482 km²          |            | Isparta                                 |
| Lago di İznik        | İznik Gölü        | 308 km²          |            | İznik in Bursa, Yalova                  |
| Lago di Burdur       | Burdur Gölü       | 200 km²          |            | Burdur, Isparta                         |
| Lago di Manyas       | Manyas Gölü       | 166 km²          |            | Balıkesir                               |
| Acıgöl               | Acıgöl            | 153 km²          |            | Denizli, Afyonkarahisar                 |
| Lago di Uluabat      | Uluabat Gölü      | 134 km²          | 1–2 m      | Bursa                                   |
| Lago di Çıldır       | Çıldır Gölü       | 115 km²          |            | Ardahan, Kars                           |
| Lago di Akşehir      | Akşehir Gölü      | 105 km²          |            | Akşehir in Konya, Afyonkarahisar        |
| Lago di Eber         | Eber Gölü         | 104 km²          |            | Afyonkarahisar                          |
| Lago di Erçek        | Erçek Gölü        | 98 km²           |            | Van                                     |
| Lago di Hazar        | Hazar Gölü        | 86 km²           |            | Elâzığ                                  |
| Lago di Bafa         | Bafa Gölü         | 60 km²           |            | Aydın, Muğla                            |
| Lago di Köyceğiz     | Köyceğiz Gölü     | 52 km²           |            | Köyceğiz, Muğla                         |
| Lago di Işıklı       | Işıklı Gölü       | 49 km²           |            | Denizli                                 |
| Lago di Nazik        | Nazik Gölü        | 48 km²           |            | Bitlis                                  |
| Lago di Sapanca      | Sapanca Gölü      | 47 km²           |            | Sakarya                                 |
| Lago di Salda        | Salda Gölü        | 45 km²           | 184 m      | Burdur                                  |
| Lago di Yay          | Yay Gölü          | 37 km²           |            | Kayseri                                 |
| Lago di Akyatan      | Akyatan Gölü      | 35 km²           |            | Adana                                   |
| Lago di Balık        | Balık Gölü        | 34 km²           |            | Doğubeyazıt, Ağrı                       |
| Lago di Marmara      | Marmara Gölü      | 34 km²           |            | Salihli, Gölmarmara, Manisa             |
| Lago di Çöl          | Çöl Gölü          | 32 km²           |            | Ankara                                  |
| Lago di Durusu       | Durusu Gölü       | 25 km²           |            | Istanbul                                |
| Lago di Palas Tuzla  | Palas Tuzla Gölü  | 25 km²           |            | Kayseri                                 |
| Lago di Suğla        | Suğla Gölü        | 25 km²           |            | Konya                                   |
| Lago di Tuzla        | Tuzla Gölü        | 23 km²           |            | Tuzla                                   |
| Lago di Dil          | Dil Gölü          | 21 km²           |            | Aydın                                   |
| Lago di Küçükçekmece | Küçükçekmece Gölü | 16 km²           |            | Küçükçekmece, Istanbul                  |
| Lago di Yarışlı      | Yarışlı Gölü      | 16 km²           |            | Burdur                                  |
| Lago di Haçlı        | Haçlı Gölü        | 16 km²           |            | Muş                                     |
| Lago di Seyfe        | Seyfe Gölü        | 15 km²           |            | Kırşehir                                |
| Lago di Akyayan      | Akyayan Gölü      | 15 km²           |            | Adana                                   |
| Lago di Hazapin      | Hazapin Gölü      | 14 km²           |            | Ardahan                                 |
| Lago di Arin         | Arin Gölü         | 13 km²           |            | Bitlis                                  |
| Lago del Nemrut      | Nemrut Gölü       | 12 km²           |            | Bitlis                                  |
| Lago di Balık        | Balık Gölü        | 12 km²           |            | Ağrı                                    |
| Lago di Büyükçekmece | Büyükçekmece Gölü | 11 km²           |            | Büyükçekmece, Istanbul                  |
| Lago di Bolluk       | Bolluk Gölü       | 11 km²           |            | Cihanbeyli, Konya                       |
| Lago di Akdoğan      | Akdoğan Gölü      | 11 km²           |            | Muş                                     |
| Lago di Kovada       | Kovada Gölü       | 11 km²           |            | Isparta                                 |
| Lago di Çavuşçu      | Çavuşçu Gölü      | 9 km²            |            | Konya                                   |
| Lago di Düden        | Düden Gölü        | 8 km²            |            | Konya                                   |
| Lago di Gala         | Gala Gölü         | 8 km²            |            | Edirne                                  |
| Lago di Karataş      | Karataş Gölü      | 6 km²            |            | Burdur                                  |
| Lago di Mogan        | Mogan Gölü        | 6 km²            |            | Ankara                                  |
| Lago di Beymelek     | Beymelek Gölü     | 2.25 km²         |            | Adalia                                  |
| Lago di Kömüşini     | KömüşiniGölü      | 1.5 km²          | 1.5 m      | Konya                                   |
| Lago di Abant        | Abant Gölü        | 1.28 km²         | 18 m       | Bolu                                    |
| Lago di Gölcük       | Gölcük Gölü       | 1.05 km²         | 32 m       | Isparta                                 |
| Lago di Nar          | Nar Gölü          | 0.7 km²          | 21 m       | Niğde                                   |
| Uzungöl              | Uzungöl           | 0.5 km²          | 15 m       | Trabzon                                 |
| Karagöl              | Karagöl           |                  |            | Smirne                                  |
| Boraboy              | Boraboy Gölü      | 0.04 km²         | 11 m       | Amasya                                  |

## Bacini idrici artificiali e dighe per l'energia idroelettrica
| Nome                    | Superficie (km²) | Profondità | Localizzazione              |
| ----------------------- | ---------------- | ---------- | --------------------------- |
| Atatürk Baraj Gölü      | 817 km²          |            | Şanlıurfa, Adıyaman         |
| Keban Baraj Gölü        | 675 km²          |            | Elâzığ, Tunceli, Erzincan   |
| Karakaya Baraj Gölü     | 298 km²          |            | Malatya, Elâzığ, Diyarbakır |
| Hirfanlı Baraj Gölü     | 263 km²          |            | Ankara, Kırşehir            |
| Altınkaya Baraj Gölü    | 118 km²          |            | Samsun                      |
| Sarıyar Baraj Gölü      | 83 km²           |            | Ankara, Eskişehir           |
| Seyhan Baraj Gölü       | 67 km²           |            | Adana                       |
| Kılıçkaya Baraj Gölü    | 64 km²           |            | Sivas, Giresun              |
| Aslantaş Baraj Gölü     | 49 km²           |            | Adana                       |
| Demirköprü Baraj Gölü   | 47 km²           |            | Manisa                      |
| Karacaören Baraj Gölü   | 45 km²           |            | Burdur, Isparta             |
| Büyükçekmece Baraj Gölü | 43 km²           |            | Istanbul                    |
| Menzelet Baraj Gölü     | 42 km²           |            | Kahramanmaraş               |
| Arpaçay Baraj Gölü      | 41 km²           |            | Kars                        |